# Stabilisation tartrique
 (mai 2012).
Si vous disposez d'ouvrages ou d'articles de référence ou si vous connaissez des sites web de qualité traitant du thème abordé ici, merci de compléter l'article en donnant les références utiles à sa vérifiabilité et en les liant à la section « Notes et références ».
La stabilisation tartrique du vin est une des phases de la vinification.
Le but de la stabilisation tartrique du vin est d'empêcher la formation de cristaux de tartre au sein de la bouteille qui peut avoir lieu lorsque la température du vin diminue.
Cette étape peut-être nécessaire pour des raisons organoleptiques (dépréciation visuelle due à un dépôt au fond de la bouteille) ou pour des raisons techniques (cas des vins effervescents).
Elle consiste à éviter la formation ultérieure des cristaux de bitartrate de potassium et/ou de tartrate de calcium, soit par des procédés physiques soit par des procédés chimiques.

## Procédés physiques de stabilisation
Les procédés physiques de stabilisation tartrique du vin sont:
- le traitement par le froid
- les résines échangeuses de cations
- l'électrodialyse

## Procédés chimiques de stabilisation
Les méthodes chimiques de stabilisation tartrique du vin sont l'utilisation de:
- l'acide métatartrique
- les gommes de celluloses
- les mannoprotéines de levures issues des levures (lies)
- le polyaspartate de potassium[1]

## Phénomène
[réf. souhaitée]
La solubilité du bitartrate de potassium contenu dans le vin diminue quand la température s'abaisse.
| Température (°C) | Solubilité du bitartrate de potassium (g/L) |
| 20               | 3,05                                        |
| 15               | 2,53                                        |
| 10               | 2,12                                        |
| 5                | 1,75                                        |
| 0                | 1,41                                        |
| -4               | 1,21                                        |

Le vin est refroidi par un système d 'échangeur à une température proche de son point de congélation pour précipiter le tartre. Ce point de congélation est calculé par la formule suivante {\displaystyle {\frac {1-{\text{Degré alcoolique}}}{2}}}
La cristallisation est facilitée par l'ajout de germes cristallins sous forme de poudre de bitartrate (crème de tartre) mais aussi par agitation. En fin de traitement, les vins sont généralement filtrés sur silice pour retenir les cristaux et éviter qu'ils ne se dissolvent à nouveau dans le vin.
La précipitation de bitartrate dans la bouteille pendant le vieillissement peut provoquer la formation de cristaux adhérents au verre, qui seront difficiles à éliminer lors du remuage. Ces cristaux, lors du dégorgement ou lors du service, peuvent provoquer un dégazage intempestif (gerbage).
De plus, d'un point de vue purement esthétique, les cristaux (paillettes) se formant sur le bouchon et parfois dans le vin ne sont pas très appréciés par le consommateur.